# تاهموه پنیکت
تاهموه پنیکت (انگلیسی: Tahmoh Penikett؛ زاده ۲۰ مهٔ ۱۹۷۵) یک هنرپیشه است. وی از سال ۱۹۹۶ میلادی تاکنون مشغول فعالیت بوده‌است. او در سریال سوپرنچرال نقش گدریل را داشته‌است.
او همچنین در فیلم ترفند درمان بازی کرده‌است.